# Тіна Пунцель
Тіна Пунцель (нім. Tina Punzel, нар. 1 серпня 1991, Дрезден, Німеччина) — німецька стрибунка у воду, бронзова призерка Олімпійських ігор 2020 року, чемпіонка світу та Європи.

## Виступи на Олімпіадах
| Олімпіада           | Дисципліна                                | Місце |
| ------------------- | ----------------------------------------- | ----- |
| Ріо-де-Жанейро 2016 | стрибки з 3-метрового трампліна           | 17    |
| Ріо-де-Жанейро 2016 | синхронні стрибки з 3-метрового трампліна | 7     |
| Токіо 2020          | стрибки з 3-метрового трампліна           | 7     |
| Токіо 2020          | синхронні стрибки з 3-метрового трампліна | 3     |